# Lista över länder efter silverproduktion
Detta är en lista över länder efter silverproduktion (2013). Den är baserad på United States Geological Survey.
| Pos | Land         | Silverproduktion (ton) |
| --- | ------------ | ---------------------- |
| —   | Världen      | 26000                  |
| 1   | Mexiko       | 5400                   |
| 2   | Kina         | 4000                   |
| 3   | Peru         | 3500                   |
| 4   | Ryssland     | 1700                   |
| 5   | Australien   | 1700                   |
| 6   | Bolivia      | 1200                   |
| 7   | Chile        | 1200                   |
| 8   | Polen        | 1150                   |
| 9   | USA          | 1090                   |
| 10  | Kanada       | 720                    |
| —   | Andra länder | 4300                   |